# Kompleks Narciarski Słotwiny w Krynicy
Kompleks Narciarski Słotwiny w Krynicy, zwany potocznie „U Ryby” (od pseudonimu właściciela) – ośrodek narciarski położony w Słotwinach, dzielnicy Krynicy-Zdroju, w Beskidzie Sądeckim na wschodnim zboczu Drabiakówki (ok. 896 m n.p.m). Drabiakówka znajduje się na bocznym grzbiecie Pasma Jaworzyny, który w tym miejscu opadając w kierunku Przełęczy Krzyżowej (ok. 770 m) oddziela Słotwiny od osiedla Czarny Potok. Tuż obok Kompleksu Narciarskiego Słotwiny znajduje się Słotwiny Arena w Krynicy-Zdroju.

## Wyciągi
W skład kompleksu wchodzą:
- (A) 4-osobowy wyciąg krzesełkowy o długości 925 m i przepustowości 1800 osób na godzinę i przewyższeniu – 200 m, obok
- (B) 2-osobowy wyciąg orczykowy też o długości 925 m i przepustowości 1200 osób na godzinę i tym samym przewyższeniu, i
- (C) wyciąg talerzykowy o długości 120 m, przewyższeniu 27 m i przepustowości 600 osób na godzinę.

## Trasy
| Nazwa trasy | Trudność  | Start                              | Start                 | Meta                               | Meta                  | Dłu- gość (m) | Prze- wyż- sze- nie (m) | Na- chy- le- nie (%) | Oś- wie- tle- nie | Sztucz- ne naśnie- żanie | Homologacja FIS       | Homologacja FIS | Homologacja FIS      |
| Nazwa trasy | Trudność  | nazwa                              | wyso- kość (m n.p.m.) | nazwa                              | wyso- kość (m n.p.m.) | Dłu- gość (m) | Prze- wyż- sze- nie (m) | Na- chy- le- nie (%) | Oś- wie- tle- nie | Sztucz- ne naśnie- żanie | numer                 | ważna do        | uwagi                |
| ----------- | --------- | ---------------------------------- | --------------------- | ---------------------------------- | --------------------- | ------------- | ----------------------- | -------------------- | ----------------- | ------------------------ | --------------------- | --------------- | -------------------- |
| 1           | niebieska | górna stacja wyciągu krzesełkowego | 891                   | dolna stacja wyciągu krzesełkowego | 691                   | 925           | 200                     | 22                   | tak               | tak                      |                       |                 |                      |
| 2           | niebieska | górna stacja wyciągu orczykowego   | 891                   | dolna stacja wyciągu orczykowego   | 691                   | 925           | 200                     | 22                   | tak               | tak                      | 9310/11/09 9311/11/09 | 2019-11-01      | GS i SL dla obu płci |
| 3           | niebieska | wzdłuż wyciągu talerzykowego       |                       |                                    | 658                   | 120           | 24                      | 20                   | tak               | tak                      |                       |                 |                      |

W ofercie znajduje się około 2000 m stosunkowo łatwych tras zjazdowych. Trasy są sztucznie naśnieżane, ratrakowane i oświetlone.
Stacja nie jest członkiem Stowarzyszenia Polskie stacje narciarskie i turystyczne.

## Pozostała infrastruktura
Przy dolnej stacji wyciągu krzesełkowego znajdują się:
- szkoła narciarska „Race Center”
- serwis sprzętu
- wypożyczalnia sprzętu narciarskiego
- punkty gastronomiczne
- parking.

## Operator
Operatorem kompleksu jest firma „Kompleks Narciarski Słotwiny – Tabaszewski Ryszard. Lokalizacja to ulica Słotwińska 53

## Historia
Według informacji operatora jest to najstarszy ośrodek narciarski w Krynicy-Zdroju. Początkowo działały tu wyciągi orczykowe. W sezonie 2008/2009 ruszył wyciąg krzesełkowy.
Stacja otrzymała wyróżnienie (III miejsce) w plebiscycie „Najlepsza Stacja Narciarska Małopolski 2008/2009 – bezpiecznie i rozważnie” organizowanym przez Gazetę Krakowską w kategorii „Duże stacje narciarskie”.
Przed sezonem 2011/2012 powiększono parkingi.

## Przyszłość
Właściciele stacji narciarskich w Słotwinach współpracują przy projekcie „7 Dolin”, którego celem jest stworzenie mega-ośrodka narciarskiego, łączącego m.in. stacje w Słotwinach, na Jaworzynie Krynickiej i w Wierchomli-Muszynie.